# حفصه
ام المؤمنین حَفْصه (به عربی: حَفْصَة بِنْتُ عُمَر بنِ الخَطَّاب العَدَوِيَّة القُرَشِيَّة) دختر عمر بن خطاب (زاده سال ۱۸ قبل از هجرت) یکی از زنان محمد بود. مادرش: زینب بنت مظعون بن حبیب بن وهب بن حذاقه بن جمح، خواهر عثمان بن مظعون. او هنگام بازسازی کعبه در مکه متولد شد.
حفصه ابتدا به عقد خنیس پسر حذافه درآمد و با او به مدینه هجرت کرد. خنیس در جنگ بدر کشته شد. عمر او را به عثمان و سپس به ابوبکر پیشنهاد کرد، ولی آنان از ازدواج با وی سر باز زدند. عمر شکایت آنان را نزد محمد برد و او قبول کرد که با وی ازدواج کند.
حفصه از حافظان قرآن بود و نسخه عثمان از قرآن با همکاری وی تهیه شده بود. 
بنا به نقل شیعیان و اکثر مفسران اهل سنت سورهٔ تحریم به او وعایشه اشاره دارد. پدر او خلیفه دوم عمربن خطاب نیز در جایی طی گفتگویی با عبدالله بن عباس این موضوع را تایید کرده است.
در جنگ جمل او قصد پیوستن به عایشه را داشت اما برادرش عبدالله بن عمر او را از این کار برحذر داشت و او نیز منصرف شد.